# Raumschiff Enterprise/Episodenliste
Diese Episodenliste enthält alle Episoden der US-amerikanischen Fernsehserie Raumschiff Enterprise in der Reihenfolge ihrer Erstausstrahlung. Zwischen 1966 und 1969 entstanden in drei Staffeln insgesamt 79 Folgen; ihre Laufzeit beträgt jeweils ca. 48 Minuten.

## Überblick Erstausstrahlungsdaten
|         | Vereinigte Staaten | Vereinigte Staaten            | D-A-CH   | D-A-CH                        | D-A-CH |
| Staffel | Episoden           | Zeitraum                      | Episoden | Zeitraum                      | Sender |
| ------- | ------------------ | ----------------------------- | -------- | ----------------------------- | ------ |
| 0       | 1                  | 24. Dez. 1988                 | 1        | 25. Okt. 1993                 | Sat.1  |
| 1       | 29                 | 8. Sep. 1966 – 13. Apr. 1967  | 10       | 27. Mai 1972 – 23. März 1974  | ZDF    |
| 1       | 29                 | 8. Sep. 1966 – 13. Apr. 1967  | 19       | 21. Sep. 1987 – 25. Jan. 1988 | Sat.1  |
| 2       | 26                 | 15. Sep. 1967 – 29. März 1968 | 17       | 3. Juni 1972 – 26. Jan. 1974  | ZDF    |
| 2       | 26                 | 15. Sep. 1967 – 29. März 1968 | 8        | 1. Feb. 1988 – 21. März 1988  | Sat.1  |
| 2       | 26                 | 15. Sep. 1967 – 29. März 1968 | 1        | 25. Juli 1999                 | DF1    |
| 3       | 24                 | 20. Sep. 1968 – 3. Jun. 1969  | 12       | 27. Juni 1972 – 9. März 1974  | ZDF    |
| 3       | 24                 | 20. Sep. 1968 – 3. Jun. 1969  | 12       | 26. März 1988 – 13. Jun. 1988 | Sat.1  |

## Pilotfolge
Die Pilotfolge Der Käfig wurde zwischen November 1964 und Januar 1965 fertiggestellt und die Hauptrollen spielten Jeffrey Hunter (Captain Christopher Pike), Majel Barrett (Nummer Eins) und Leonard Nimoy als Spock. Nachdem die Folge von NBC unter anderem als zu intellektuell abgelehnt wurde, zog sich Jeffrey Hunter von der Rolle des Pike zurück. Ideengeber Gene Roddenberry wurde allerdings gebeten, eine weitere Pilotepisode (Die Spitze des Eisberges) zu produzieren. Die Episode wurde dann später nach Serienbeginn ausgestrahlt.
Die Episode Der Käfig wurde nie während der regulären Serienlaufzeit ausgestrahlt. Roddenberry zeigte eine schwarzweiß-Arbeitskopie auf verschiedenen Science-Fiction-Treffen, nachdem die Serie abgesetzt wurde. Erst 1986 veröffentlichte Paramount Home Video eine umgearbeitete Fassung, bestehend aus den Schwarzweiß-Aufnahmen sowie farbigen Szenen der Episode Talos IV – Tabu und einer Einleitung von Roddenberry.
Im Oktober 1988 strahlte Paramount ein zweistündiges Special, mit Patrick Stewart als Moderator, aus, welches erstmals die Episode komplett in Farbe zeigte.
| Nr. | Deutscher Titel | Originaltitel | Erstausstrahlung USA | Deutschsprachige Erstausstrahlung (D) | Regie         | Drehbuch         |
| --- | --------------- | ------------- | -------------------- | ------------------------------------- | ------------- | ---------------- |
| 0   | Der Käfig       | The Cage      | 24. Dez. 1988        | 25. Okt. 1993                         | Robert Butler | Gene Roddenberry |

## Staffel 1
| Nr. (ges.) | Nr. (St.) | Deutscher Titel                    | Originaltitel                   | Erstausstrahlung USA | Deutschsprachige Erstausstrahlung (D) | Regie              | Drehbuch                                                   | Produktions- reihenfolge |
| ---------- | --------- | ---------------------------------- | ------------------------------- | -------------------- | ------------------------------------- | ------------------ | ---------------------------------------------------------- | ------------------------ |
| 1          | 1         | Das Letzte seiner Art              | The Man Trap                    | 8. Sep. 1966         | 28. Sep. 1987                         | Marc Daniels       | George Clayton Johnson                                     | 05                       |
| 2          | 2         | Der Fall Charly                    | Charlie X                       | 15. Sep. 1966        | 9. Feb. 1974                          | Lawrence Dobkin    | D. C. Fontana, Idee: Gene Roddenberry                      | 07                       |
| 3          | 3         | Die Spitze des Eisberges           | Where No Man Has Gone Before    | 22. Sep. 1966        | 6. Okt. 1973                          | James Goldstone    | Samuel A. Peeples                                          | 01                       |
| 4          | 4         | Implosion in der Spirale           | The Naked Time                  | 29. Sep. 1966        | 5. Okt. 1987                          | Marc Daniels       | John D. F. Black                                           | 06                       |
| 5          | 5         | Kirk : 2 = ?                       | The Enemy Within                | 6. Okt. 1966         | 22. Juli 1972                         | Leo Penn           | Richard Matheson                                           | 04                       |
| 6          | 6         | Die Frauen des Mr. Mudd            | Mudd’s Women                    | 13. Okt. 1966        | 21. Sep. 1987                         | Harvey Hart        | Stephen Kandel, Idee: Gene Roddenberry                     | 03                       |
| 7          | 7         | Der alte Traum                     | What Are Little Girls Made Of?  | 20. Okt. 1966        | 19. Okt. 1987                         | James Goldstone    | Robert Bloch                                               | 09                       |
| 8          | 8         | Miri, ein Kleinling                | Miri                            | 27. Okt. 1966        | 2. Nov. 1987                          | Vincent McEveety   | Adrian Spies                                               | 11                       |
| 9          | 9         | Der Zentralnervensystemmanipulator | Dagger of the Mind              | 3. Nov. 1966         | 26. Okt. 1987                         | Vincent McEveety   | S. Bar-David                                               | 10                       |
| 10         | 10        | Pokerspiele                        | The Corbomite Maneuver          | 10. Nov. 1966        | 7. Okt. 1972                          | Joseph Sargent     | Jerry Sohl                                                 | 02                       |
| 11         | 11        | Talos IV – Tabu – Teil 1           | The Menagerie – Part I          | 17. Nov. 1966        | 16. Nov. 1987                         | Marc Daniels       | Gene Roddenberry                                           | 15                       |
| 12         | 12        | Talos IV – Tabu – Teil 2           | The Menagerie – Part II         | 24. Nov. 1966        | 23. Nov. 1987                         | Robert Butler      | Gene Roddenberry                                           | 16                       |
| 13         | 13        | Kodos, der Henker                  | The Conscience of the King      | 8. Dez. 1966         | 9. Nov. 1987                          | Gerd Oswald        | Barry Trivers                                              | 12                       |
| 14         | 14        | Spock unter Verdacht               | Balance of Terror               | 15. Dez. 1966        | 12. Okt. 1987                         | Vincent McEveety   | Paul Schneider                                             | 08                       |
| 15         | 15        | Landeurlaub                        | Shore Leave                     | 29. Dez. 1966        | 30. Nov. 1987                         | Robert Sparr       | Theodore Sturgeon                                          | 17                       |
| 16         | 16        | Notlandung auf Galileo 7           | The Galileo Seven               | 5. Jan. 1967         | 14. Okt. 1972                         | Robert Gist        | Oliver Crawford, S. Bar-David; Idee: Oliver Crawford       | 13                       |
| 17         | 17        | Tödliche Spiele auf Gothos         | The Squire of Gothos            | 12. Jan. 1967        | 23. März 1974                         | Don McDougall      | Paul Schneider                                             | 18                       |
| 18         | 18        | Ganz neue Dimensionen              | Arena                           | 19. Jan. 1967        | 7. Dez. 1987                          | Joseph Pevney      | Gene L. Coon, Idee: Fredric Brown                          | 19                       |
| 19         | 19        | Morgen ist Gestern                 | Tomorrow is Yesterday           | 26. Jan. 1967        | 27. Mai 1972                          | Michael O’Herlihy  | D. C. Fontana                                              | 21                       |
| 20         | 20        | Kirk unter Anklage                 | Court Martial                   | 2. Feb. 1967         | 10. Juni 1972                         | Marc Daniels       | Don Mankiewicz, Steven W. Carabatsos; Idee: Don Mankiewicz | 14                       |
| 21         | 21        | Landru und die Ewigkeit            | The Return of the Archons       | 9. Feb. 1967         | 21. Dez. 1987                         | Joseph Pevney      | Boris Sobelman, Idee: Gene Roddenberry                     | 22                       |
| 22         | 22        | Der schlafende Tiger               | Space Seed                      | 16. Feb. 1967        | 21. Okt. 1972                         | Marc Daniels       | Gene L. Coon, Carey Wilber; Idee: Carey Wilber             | 24                       |
| 23         | 23        | Krieg der Computer                 | A Taste of Armageddon           | 23. Feb. 1967        | 28. Dez. 1987                         | Joseph Pevney      | Robert Hamner, Gene L. Coon; Idee: Robert Hamner           | 23                       |
| 24         | 24        | Falsche Paradiese                  | This Side of Paradise           | 2. März 1967         | 4. Jan. 1988                          | Ralph Senensky     | D. C. Fontana, Idee: Nathan Butler, D. C. Fontana          | 25                       |
| 25         | 25        | Horta rettet ihre Kinder           | The Devil in the Dark           | 9. März 1967         | 11. Jan. 1988                         | Joseph Pevney      | Gene L. Coon                                               | 26                       |
| 26         | 26        | Kampf um Organia                   | Errand of Mercy                 | 16. März 1967        | 15. Dez. 1973                         | John Newland       | Gene L. Coon                                               | 27                       |
| 27         | 27        | Auf Messers Schneide               | The Alternative Factor          | 23. März 1967        | 14. Dez. 1987                         | Gerd Oswald        | Don Ingalls                                                | 20                       |
| 28         | 28        | Griff in die Geschichte            | The City on the Edge of Forever | 6. Apr. 1967         | 18. Jan. 1988                         | Joseph Pevney      | Harlan Ellison                                             | 28                       |
| 29         | 29        | Spock außer Kontrolle              | Operation -- Annihilate!        | 13. Apr. 1967        | 25. Jan. 1988                         | Herschel Daugherty | Steven W. Carabatsos                                       | 29                       |

## Staffel 2
| Nr. (ges.) | Nr. (St.) | Deutscher Titel              | Originaltitel               | Erstausstrahlung USA | Deutschsprachige Erstausstrahlung (D) | Regie               | Drehbuch                                             | Produktions- reihenfolge |
| ---------- | --------- | ---------------------------- | --------------------------- | -------------------- | ------------------------------------- | ------------------- | ---------------------------------------------------- | ------------------------ |
| 30         | 1         | Weltraumfieber               | Amok Time                   | 15. Sep. 1967        | 12. Jan. 1974                         | Joseph Pevney       | Theodore Sturgeon                                    | 34                       |
| 31         | 2         | Der Tempel des Apoll         | Who Mourns for Adonais?     | 22. Sep. 1967        | 4. Nov. 1972                          | Marc Daniels        | Gilbert Ralston                                      | 33                       |
| 32         | 3         | Ich heiße Nomad              | The Changeling              | 29. Sep. 1967        | 1. Juli 1972                          | Marc Daniels        | John Meredyth Lucas                                  | 37                       |
| 33         | 4         | Ein Parallel-Universum       | Mirror, Mirror              | 6. Okt. 1967         | 22. Feb. 1988                         | Marc Daniels        | Jerome Bixby                                         | 39                       |
| 34         | 5         | Die Stunde der Erkenntnis    | The Apple                   | 13. Okt. 1967        | 15. Feb. 1988                         | Joseph Pevney       | Max Ehrlich, Gene L. Coon; Idee: Max Ehrlich         | 38                       |
| 35         | 6         | Planeten-Killer              | The Doomsday Machine        | 20. Okt. 1967        | 24. Juni 1972                         | Marc Daniels        | Norman Spinrad                                       | 35                       |
| 36         | 7         | Das Spukschloss im Weltall   | Catspaw                     | 27. Okt. 1967        | 1. Dez. 1973                          | Joseph Pevney       | Robert Bloch                                         | 30                       |
| 37         | 8         | Der dressierte Herrscher     | I, Mudd                     | 3. Nov. 1967         | 26. Aug. 1972                         | Marc Daniels        | Stephen Kandel                                       | 41                       |
| 38         | 9         | Metamorphose                 | Metamorphosis               | 10. Nov. 1967        | 17. Nov. 1973                         | Ralph Senensky      | Gene L. Coon                                         | 31                       |
| 39         | 10        | Reise nach Babel             | Journey to Babel            | 17. Nov. 1967        | 16. Sep. 1972                         | Joseph Pevney       | D. C. Fontana                                        | 44                       |
| 40         | 11        | Im Namen des jungen Tiru     | Friday’s Child              | 1. Dez. 1967         | 1. Feb. 1988                          | Joseph Pevney       | D. C. Fontana                                        | 32                       |
| 41         | 12        | Wie schnell die Zeit vergeht | The Deadly Years            | 8. Dez. 1967         | 29. Feb. 1988                         | Joseph Pevney       | David P. Harmon                                      | 40                       |
| 42         | 13        | Tödliche Wolken              | Obsession                   | 15. Dez. 1967        | 29. Juli 1972                         | Ralph Senensky      | Art Wallace                                          | 47                       |
| 43         | 14        | Der Wolf im Schafspelz       | Wolf in the Fold            | 22. Dez. 1967        | 8. Feb. 1988                          | Joseph Pevney       | Robert Bloch                                         | 36                       |
| 44         | 15        | Kennen Sie Tribbles?         | The Trouble with Tribbles   | 29. Dez. 1967        | 23. Sep. 1972                         | Joseph Pevney       | David Gerrold                                        | 42                       |
| 45         | 16        | Meister der Sklaven          | The Gamesters of Triskelion | 5. Jan. 1968         | 14. März 1988                         | Gene Nelson         | Margaret Armen                                       | 46                       |
| 46         | 17        | Epigonen                     | A Piece of the Action       | 12. Jan. 1968        | 8. Juli 1972                          | James Komack        | David P. Harmon, Gene L. Coon; Idee: David P. Harmon | 49                       |
| 47         | 18        | Das Loch im Weltraum         | The Immunity Syndrome       | 19. Jan. 1968        | 3. Juni 1972                          | Joseph Pevney       | Robert Sabaroff                                      | 48                       |
| 48         | 19        | Der erste Krieg              | A Private Little War        | 2. Feb. 1968         | 7. März 1988                          | Marc Daniels        | Gene Roddenberry, Idee: Jud Crucis                   | 45                       |
| 49         | 20        | Geist sucht Körper           | Return to Tomorrow          | 9. Feb. 1968         | 29. Dez. 1973                         | Ralph Senensky      | John Kingsbridge                                     | 51                       |
| 50         | 21        | Schablonen der Gewalt        | Patterns of Force           | 16. Feb. 1968        | 25. Juli 1999                         | Vincent McEveety    | John Meredyth Lucas                                  | 52                       |
| 51         | 22        | Stein und Staub              | By Any Other Name           | 23. Feb. 1968        | 11. Nov. 1972                         | Marc Daniels        | D. C. Fontana, Jerome Bixby; Idee: Jerome Bixby      | 50                       |
| 52         | 23        | Das Jahr des roten Vogels    | The Omega Glory             | 1. März 1968         | 21. März 1988                         | Vincent McEveety    | Gene Roddenberry                                     | 54                       |
| 53         | 24        | Computer M5                  | The Ultimate Computer       | 8. März 1968         | 15. Juli 1972                         | John Meredyth Lucas | D. C. Fontana, Idee: Laurence N. Wolfe               | 53                       |
| 54         | 25        | Brot und Spiele              | Bread and Circuses          | 15. März 1968        | 26. Jan. 1974                         | Ralph Senensky      | Gene Roddenberry, Gene L. Coon                       | 43                       |
| 55         | 26        | Ein Planet, genannt Erde     | Assignment: Earth           | 29. März 1968        | 2. Sep. 1972                          | Marc Daniels        | Art Wallace; Idee: Gene Roddenberry, Art Wallace     | 55                       |

## Staffel 3
| Nr. (ges.) | Nr. (St.) | Deutscher Titel              | Originaltitel                                      | Erstausstrahlung USA | Deutschsprachige Erstausstrahlung (D) | Regie                                        | Drehbuch                                                   | Produktions- reihenfolge |
| ---------- | --------- | ---------------------------- | -------------------------------------------------- | -------------------- | ------------------------------------- | -------------------------------------------- | ---------------------------------------------------------- | ------------------------ |
| 56         | 1         | Spocks Gehirn                | Spock’s Brain                                      | 20. Sep. 1968        | 4. Apr. 1988                          | Marc Daniels                                 | Lee Cronin                                                 | 61                       |
| 57         | 2         | Die unsichtbare Falle        | The Enterprise Incident                            | 27. Sep. 1968        | 12. Aug. 1972                         | John Meredyth Lucas                          | D. C. Fontana                                              | 59                       |
| 58         | 3         | Der Obelisk                  | The Paradise Syndrome                              | 4. Okt. 1968         | 18. Nov. 1972                         | Jud Taylor                                   | Margaret Armen                                             | 58                       |
| 59         | 4         | Kurs auf Marcus 12           | And the Children Shall Lead                        | 11. Okt. 1968        | 23. Feb. 1974                         | Marvin J. Chomsky                            | Edward J. Lakso                                            | 60                       |
| 60         | 5         | Die fremde Materie           | Is There in Truth No Beauty?                       | 18. Okt. 1968        | 30. Sep. 1972                         | Ralph Senensky                               | Jean Lisette Aroeste                                       | 62                       |
| 61         | 6         | Wild West im Weltraum        | Spectre of the Gun                                 | 25. Okt. 1968        | 28. März 1988                         | Vincent McEveety                             | Lee Cronin                                                 | 56                       |
| 62         | 7         | Das Gleichgewicht der Kräfte | Day of the Dove                                    | 1. Nov. 1968         | 18. Apr. 1988                         | Marvin J. Chomsky                            | Jerome Bixby                                               | 66                       |
| 63         | 8         | Der verirrte Planet          | For The World Is Hollow And I Have Touched The Sky | 8. Nov. 1968         | 28. Okt. 1972                         | Tony Leader                                  | Rik Vollaerts                                              | 65                       |
| 64         | 9         | Das Spinnennetz              | The Tholian Web                                    | 15. Nov. 1968        | 17. Juni 1972                         | Herb Wallerstein, Ralph Senensky (ungenannt) | Judy Burns, Chet Richards                                  | 64                       |
| 65         | 10        | Platons Stiefkinder          | Plato’s Stepchildren                               | 22. Nov. 1968        | 25. Apr. 1988                         | David Alexander                              | Meyer Dolinsky                                             | 67                       |
| 66         | 11        | Was summt denn da?           | Wink of an Eye                                     | 29. Nov. 1968        | 3. Nov. 1973                          | Jud Taylor                                   | Arthur Heinemann, Idee: Lee Cronin                         | 68                       |
| 67         | 12        | Der Plan der Vianer          | The Empath                                         | 6. Dez. 1968         | 11. Apr. 1988                         | John Erman                                   | Joyce Muskat                                               | 63                       |
| 68         | 13        | Brautschiff Enterprise       | Elaan of Troyius                                   | 20. Dez. 1968        | 20. Okt. 1973                         | John Meredyth Lucas                          | John Meredyth Lucas                                        | 57                       |
| 69         | 14        | Wen die Götter zerstören     | Whom Gods Destroy                                  | 3. Jan. 1969         | 9. Mai 1988                           | Herb Wallerstein                             | Lee Erwin, Idee: Lee Erwin, Jerry Sohl                     | 71                       |
| 70         | 15        | Bele jagt Lokai              | Let That Be Your Last Battlefield                  | 10. Jan. 1969        | 2. Mai 1988                           | Jud Taylor                                   | Oliver Crawford, Idee: Lee Cronin                          | 70                       |
| 71         | 16        | Fast unsterblich             | The Mark of Gideon                                 | 17. Jan. 1969        | 16. Mai 1988                          | Jud Taylor                                   | George F. Slavin Stanley Adams                             | 72                       |
| 72         | 17        | Gefährliche Planetengirls    | That Which Survives                                | 24. Jan. 1969        | 19. Aug. 1972                         | Herb Wallerstein                             | John Meredyth Lucas, Idee: Michael Richards                | 69                       |
| 73         | 18        | Strahlen greifen an          | The Lights Of Zetar                                | 31. Jan. 1969        | 5. Aug. 1972                          | Herb Kenwith                                 | Jeremy Tarcher, Shari Lewis                                | 73                       |
| 74         | 19        | Planet der Unsterblichen     | Requiem for Methuselah                             | 14. Feb. 1969        | 9. März 1974                          | Murray Golden                                | Jerome Bixby                                               | 76                       |
| 75         | 20        | Die Reise nach Eden          | The Way to Eden                                    | 21. Feb. 1969        | 30. Mai 1988                          | David Alexander                              | Arthur Heinemann, Idee: Michael Richards, Arthur Heinemann | 75                       |
| 76         | 21        | Die Wolkenstadt              | The Cloud Minders                                  | 28. Feb. 1969        | 23. Mai 1988                          | Jud Taylor                                   | Margaret Armen, Idee: David Gerrold, Oliver Crawford       | 74                       |
| 77         | 22        | Seit es Menschen gibt        | The Savage Curtain                                 | 7. März 1969         | 25. Nov. 1972                         | Herschel Daugherty                           | Arthur Heinemann, Gene Roddenberry; Idee: Gene Roddenberry | 77                       |
| 78         | 23        | Portal in die Vergangenheit  | All Our Yesterdays                                 | 14. März 1969        | 6. Juni 1988                          | Marvin J. Chomsky                            | Jean Lisette Aroeste                                       | 78                       |
| 79         | 24        | Gefährlicher Tausch          | Turnabout Intruder                                 | 3. Juni 1969         | 13. Juni 1988                         | Herb Wallerstein                             | Arthur Singer, Idee: Gene Roddenberry                      | 79                       |